# Весела Несторова
Весела Несторова е българска образователна деятелка, преводачка, поетеса и музикантка. Последователка и сътрудничка на Петър Дънов.

## Биография
Родена е през 1909 г. в София в семейството на Тодор Георгиев Несторов, родом от Панагюрище, и Божана Тодорова Несторова, родом от Пловдив. Брат на Весела е геофизикът Георги Несторов. Дядо ѝ, поп Георги, загива по време на Руско-турската война (1877 – 1878). Баща ѝ Тодор е подпомогнат от Методистката църква и е изпратен в Американското научно богословско училище в Самоков. Със стипендия продължава обучението си в Робърт колеж в Истанбул и завършва право в Софийския университет.
Отрасвайки в нищета поради ранната смърт на баща си, Весела следва стъпките му в образованието, музиката и литературата. От ранна възраст изучава пиано, композиция и пеене. По препоръка и със съдействието на Методистката църква учи в Американския девически колеж в Ловеч (сега езикова гимназия „Екзарх Йосиф I“) от 1923 до 1928 г. Със стипендия заминава за САЩ, където учи между 1928 и 1932 г. в университета Елмайра Колидж, първия девически университет в САЩ, които издава дипломи, еквивалентни на тези в мъжките университети. По време на образованието си в САЩ активно представя българската народна музика и култура.
След завръщането си в България пет години преподава в Американския девически колеж в Ловеч – условие за получената стипендия за висше образование. В следващите три десетилетия преподава английски език и други предмети в редица училища в страната и се отдава на литературна и преводаческа дейност. От 1937 до 1944 г. стажува в III мъжка гимназия в София, преподава в Ковачевци, Сирищник и Американския Колеж в София. След Втората световна война преподава в много училища, включително в Руската и Английската гимназия в София.
През 1960 г. е издаден преводът ѝ на „Островът на съкровищата“ на Робърт Луис Стивънсън. Преиздаван е многократно през десетилетията.
Запознава се с Петър Дънов в ранна възраст, когато майка ѝ я води на негови беседи. Отдадеността ѝ към създадената от него Школа на Всемирното бяло братство я съпътства през целия ѝ живот. Авторка е на стиховете към музиката на втория дял на паневритмията – „Слънчеви лъчи“. В продължение на десетилетия създава поезия и музика, свързани с общността. Допринася за разпространението на идеите ѝ в чужбина и потайното ѝ поддържане в България в периода на комунизма. След 1989 г. общността се разраства и Весела като една от малкото живи приближени на Дънов привлича значително внимание сред последователите. Публикувани са нейни подробни мемоари за последното десетилетие от живота на Дънов, както и книги с нейни богословски и философски разсъждения и поезия. Редица публикации се основават на нейните мемоари, като „Разговори на Учителя с Весела Несторова“ от 2019 г. на издателство „Слънчогледи“.

## Творчество

### Преводи и адаптации
- „Мартин Чъзълуърт“, Чарлз Дикенс. София, Народна култура, 1957.[1]
- „Островът на съкровищата“, Робърт Луис Стивънсън. София, Народна младеж, 1960. Книгата е преиздавана от това и други издателства през 1963, 1972, 1977, 1991, 1996 г., а с добавени преводачи - през 2003 (осмо издание) и 2009 г.[1]
- Mark Twain. Tom Sawyer. Адаптирано издание. София, Ера, 1997 (Малка английска библиотека).[2]
- The spirit and the flesh. Petar Danov: Sunday lectures 1917-1919. Стара Загора, Дъга плюс, 2006 (прев. на англ.)[2]

### Поезия
- Слънчеви лъчи. Стихове към музиката на втория дял („Слънчеви лъчи“) на Паневритмията, създадена от Петър Дънов.[3]

- Живият пламък. Стихосбирка. София, Алфа-Дар, 1996.[2][4]

### Проза
- Път към светлината. Спомени. Бургас, Сила и Живот, 1993.[2][5]
- Светът без сенки. София, Бяло Братство, 2002.[2][6]

### Музика
- Музикален запис на творби на Весела Несторова в нейно изпълнение с ансамбъл.